# Бхопал (княжество)
Бхопал (хинди भोपाल, урду بھوپال‎‎) — туземное княжество в составе Британской Индии, существовавшее в XVIII—XX веках.

## История
После смерти могольского падишаха Аурангзеба один из его афганских солдат — Дост Мухаммад-хан — стал служить в качестве наёмника у феодалов Малвы. В 1709 году он получил в аренду небольшое владение Беразия. Затем он сумел захватить раджпутское владение Мангалгарх, а после смерти правительниц гондского королевства Рани Камлапати, которым он служил — и это королевство. Подвластные ему территории постепенно расширялись, и в начале 1720-х годов он уже превратил деревушку Бхопал в обнесённый стеной город, а сам взял себе титул «наваб». Столицей своих владений он сделал Исламнагар.

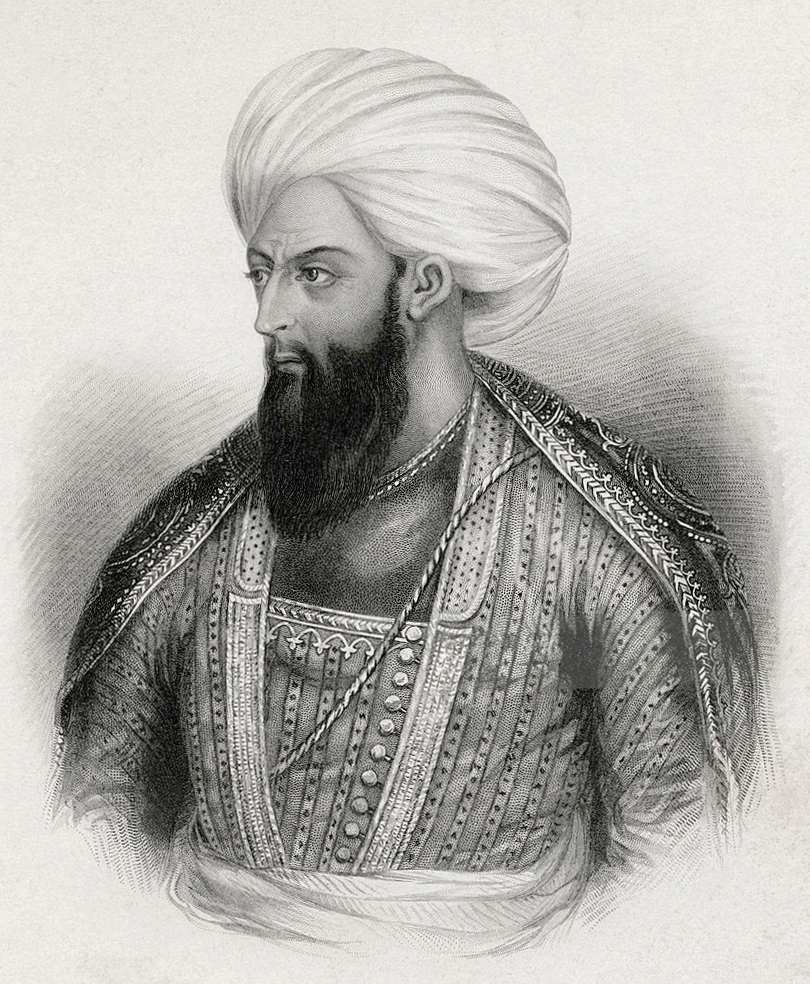
Дост Мухаммад-хан Бахадур — основатель княжества Бхопал.

Дост Мухаммад-хан был близок с игравшими огромную роль в тогдашней политической жизни братьями Сейидами, и в 1724 году его владение подверглось удару их соперника — низам-аль-мулька Асаф Джаха. Дост Мухаммаду пришлось передать Асаф Джаху часть земель, отдать в качестве заложника сына и признать его сюзеренитет.
В 1728 году Дост Мухаммад умер, и новым навабом стал Яр Мухаммад-хан, вынужденный оставаться под влиянием низама Хайдарабада. В 1730-х годах в регион вторглись маратхи, которые в 1737 году в битве при Бхопале разбили войска низама. Теперь навабу пришлось платить дань маратхам. Однако, несмотря на то, что маратхи захватили ряд соседних земель, владения навабов остались исламским государством. Ставший навабом в 1742 году Фаиз Мухаммед-хан перенёс столицу из Исламнагара в Бхопал.
Когда в 1778 году разразилась первая англо-маратхская война, Бхопал оказался одним из немногих княжеств, вставших на сторону британцев. После второй англо-маратхской войны наваб Бхопала умолял о британском покровительстве, и во время третьей англо-маратхской войны в 1817 году между навабом Бхопала и Британской Ост-Индской компанией был подписан субсидиарный договор.
Когда в 1819 году был убит наваб Назар Мухаммед-хан, произошла неслыханная для мусульманской страны вещь: на престол села женщина. Вдова покойного, Кудсия-бегум, стала править государством сама, отказавшись от предназначавшейся для мусульманских женщин участи, и её решение не осмелился оспорить ни один из членов семьи мужского пола. Будучи неграмотной, она тем не менее успешно справлялась с государственными делами. Наследницей престола была объявлена её дочь Шах Джахан-бегум.
Дочь оказалась под стать матери, и в 1857 году, во время восстания сипаев, бхопальское княжество, выполняя условия субсидиарного договора, выступило на стороне британцев. Восстание на территории княжества и в его окрестностях было подавлено в зародыше.
Правление женщин в Бхопале продолжалось весь XIX век и первую четверть XX века, что привело к уникальной для мусульманского государства в Индии ситуации внутреннего мира и возможности для индуистов получения высоких должностей. В 1926 году Кайкхусрау Джахан-бегум отреклась от престола в пользу своего сына Мухаммада Хамидуллаха-хана.
Хамидуллах-хан принимал активное участие в политической жизни первой половины XX века. Он участвовал в британско-индийских конференциях касательно управления Индией, был членом Палаты князей. В годы Второй мировой войны воевал в Африке, участвовал в битве при Кэрэне и сражении при Эль-Аламейне.
Во время раздела Британской Индии Бхопал до последнего противился вхождению в состав Индийского Союза. Лишь 30 апреля 1949 года навабом был подписан документ об объединении, и с 1 июня 1949 года Бхопал вошёл в состав нового государства в качестве штата категории «C».

## Список навабов
- 1723—1728 Дост Мухаммад-хан
- 1728—1742 Яр Мухаммад-хан
- 1742—1777 Фаиз Мухаммад-хан
- 1777—1807 Хайят Мухаммад-хан
- 1807—1826 Гхоуз Мухаммад-хан
- 1807—1816 Вазир Мухаммад-хан (противник Гхоуз Мухаммад-хана)
- 1816—1819 Назар Мухаммад-хан (сын Вазир Мухаммад-хана)
- 1810—1837 — Кудсия-бегум (дочь Гхоуз Мухаммад-хана, жена Назар Мухаммад-хана)
- 1837—1844 — Джахангир Мухаммад-хан (зять Кудсии-бегум)
- 1844—1860 — Шах Джахан-бегум (первый срок)
- 1860—1668 — Сикандер Джахан-бегум
- 1868—1901 — Шах Джахан-бегум (второй срок)
- 1901—1926 — Каикхусрау Джахан-бегум
- 1926—1949 — Мухаммад Хамидуллах-хан